# Линдлей Синтра, Луиш Филипе
Луи́ш Фили́пе Ли́ндлей Си́нтра (порт. Luís Filipe Lindley Cintra, 5 марта 1925, Эшпариш (или Лиссабон?), Португалия — 18 августа 1991, Сезимбра (или Лиссабон?), Португалия) — португальский филолог-романист  второй половины XX века, специализировался в различных областях португалистики и португальской литературы Средних веков. Профессор и почётный доктор Лиссабонского университета. Завоевал авторитет в научных кругах как автор четырёхтомного критического издания «Общей хроники Испании 1344 года» (1951—1990) и соавтор «Новой грамматики современного португальского языка» (Nova gramática do português contemporâneo, 1984).

## Биография
В то время как даты рождения и смерти Линдлей Синтры не вызывают сомнений, при указании их мест встречаются разночтения. Согласно одним источникам, выдающийся португальский учёный родился в Лиссабоне и умер в Сезимбре. Согласно же Иву Каштру (Ivo Castro), — появился на свет в Эшпарише и скончался в Лиссабоне. В обновлённой версии биографии Синтры места рождения и смерти не указаны.
Со стороны отца дедом Луиша Филипе Линдлей Синтры был португалец, бабушка — француженка по фамилии Делеск (Delesque); по материнской линии его дедом был англичанин благородного происхождения из Кента, а бабушка — из испанской части страны басков. Английскую фамилию Линдлей унаследовал от матери. Среди детей семьи Луиш был первенцем и имел двух младших сестёр: Марию и Елизавету.
После успешного окончания лицея Камоэнса (Liceu Camões) поступил в Лиссабонский университет, где в 1946 году защитил диссертацию на степень лиценциата романской филологии по теме «Ритм в поэзии Антониу Нобре» (O Ritmo na Poesia de António Nobre). После этого был удостоен стипендии для поездки в Испанию, где провёл 3 года научной работы под руководством Рамона Менендеса Пидаля. В 1950 году был приглашён в качестве ассистента на филологический факультет Лиссабонского университета, где в 1952 году защитил диссертацию по опубликованному в 1951 году 1-му тому критического издания «Общей хроники Испании 1344 года» по манускрипту L на португальском языке, получив степень доктора философии по филологии.
Свою третью диссертацию по теме «Язык сводов местных законов из замка Родригу» (A Linguagem dos Foros de Castelo Rodrigo) защитил в 1959 году. Всё время до ухода из жизни Линдлей Синтра провёл свою научную и преподавательскую деятельность в Лиссабонском университете — сначала в качестве ассистента (1950—1960), затем — профессора (1960—1962) и заведующего кафедрой (с 1962 года до смерти).

## Вклад впортугалистику
Своими исследованиями, организаторской и преподавательской деятельностью завоевал известность в качестве выдающегося филолога-романиста. Сначала в круг научных интересов входила литература Средних веков, но в процессе исследований филолог не смог пройти мимо лингвистических проблем возникновения португальского языка, заинтересовался его диалектологией распространённостью в современном мире. Входил в состав группы лингвистов по сбору материалов для «Лингвистического атласа Иберийского полуострова» (Atlas Linguístico da Península Ibérica), с которой в 1953—1954 годах работал «в поле», в провинциях Португалии. Занимаясь изучением истории португальского языка в 1960-х годах предложил новую классификацию галисийско-португальских диалектов. Последнее повлекло за собой выработку «Новой грамматики современного португальского языка» (1984) при тесном сотрудничестве с бразильским филологом Селсу Куньей (Celso Cunha), которая зафиксировала единую норму как для европейского, так и для бразильского и африканских вариантов. Эта совместная работа считается одним из главных научных достижений Синтры. Через год также в соавторстве с Селсу Куньей вышла «Краткая грамматика современного португальского языка» (1985). Впоследствии это привело учёного к участию в проекте по выработке новой актуализированной орфографии португальского языка.
На протяжении более 20 лет руководил Центром филологических исследований (Centro de Estudos Filológicos, нынешнее название Лингвистический центр Лиссабонского университета (Centro de Linguística da Universidade de Lisboa)). Был главным редактором научных журналов: издаваемого Центром филологических исследований Boletim de Filologia, а также новой серии журнала Revista Lusitana. С начала 1970-х годов руководил проектом по составлению «Лингвистического и этнографического атласа Португалии и Галисии» (Atlas Linguístico e Etnográfico de Portugal e da Galiza).  Стал организатором международных лингвистических конгрессов и основателем Отделения общего языкознания и романской филологии на филологическом факультете Лиссабонского университета (Departamento de Linguística Geral e Românica da FLUL).
Приводимая португальским филологом Иву Каштру в краткой биографии Линдлей Синтры библиография трудов (диссертации, исследования, критические издания, статьи, рецензии, предисловия и неизданные работы) включает 84 наименования.

## Награды и звания
Был избран членом 4 академий: Испанской академии истории (Academia Espanhola de História, 1955), Барселонской академии литературы (Academia de Buenas Letras de Barcelona, 1956), Португальской академии истории (Academia Portuguesa da História, 1962), Лиссабонской академии наук (1964).
В честь романиста названа Международная премия по лингвистике Линдлей Синтры, учреждённая Обществом португальского языка (Sociedade de Língua Portuguesa), которая вручалась с 1981 по 2006 год португальским и иностранным учёным за достижения в изучении португальского языка. В 1983 году при вручении ордена Свободы получил звание Командора (ComL), а в 1988 году был награждён орденом Народного образования в степени Кавалера Большого креста (GCIP).
В 1990 году после выхода в свет 4-го и заключительного тома критического издания «Общей хроники Испании 1344 года» Португальская ассоциация литературных критиков (Associação Portuguesa dos Críticos Literários) удостоила автора премией Жасинту ду Праду Коэлью.

## Избранные труды
- Crónica geral de Espanha de 1344 : в 3 т. / ed. crítica do texto português por Luís Filipe Lindley Cintra. — facsimile. — Lisboa : Academia Portuguesa da História, 1951—1961. 4-й том вышел в 1990 году.
- A Linguagem dos Foros de Castelo Rodrigo. Seu confronto com a dos Foros de Alfaiates, Castelo Bom, Castelo Melhor, Coria, Cáceres e Usagre. Contribuição para o estudo do leonês e do galego-português do século XIII. — Lisboa: Centro de Estudos Filológicos, 1959. — CXIX, 595 p.
- Crónica Geral de Espanha de 1344: A lenda do Rei Rodrigo / Introdução, notas e glossário de Luís Filipe Lindley Cintra. — Lisboa: Verbo, 1964. — 93 p.
- Estudos de Dialectologia Portuguesa. — Lisboa: Sá da Costa Editora, 1983. — 216 p.
- Nova Gramática do Português Contemporâneo. Lisboa, Edições João Sá da Costa, 1984, XV + 734 págs. (Com Celso Cunha).
- Breve Gramática do Português Contemporâneo. Lisboa, Edições João Sá da Costa, 1985, IX + 486 págs. (Com Celso Cunha).
- Sobre o mais antigo texto não-literário português: A Notícia de Torto (leitura crítica, data, lugar de redacção e comentário linguístico (порт.) // Boletim de Filologia. — Lisboa: Centro de Linguística da Universidade de Lisboa, 1986—1987. — Vol. XXXI. — P. 21—77.

## Семья
- Жена — Мария Аделаида душ Рейш Валле (Maria Adelaide dos Reis Valle)
- Сын — Луиш Мигел Синтра (р. 1949), актёр и режиссёр
- Сын — Дениш
- Сын — Мануэл Валле Синтра